# Oncle Charles s'est enfermé
Oncle Charles s'est enfermé est un roman policier de Georges Simenon paru en 1942.

## Résumé
Ce soir-là, quand Charles est rentré du bureau, il s'est enfermé au grenier, avec des provisions. Malgré la surprise, la vie de la famille n'en a pas moins poursuivi son cours, avec Laurence, l'épouse ménagère indolente et molle, et les trois filles, préoccupées surtout de leurs sorties. Après plusieurs jours pendant lesquels on cherche en vain à faire sortir Charles de sa réclusion, Henri Dionnet, son beau-frère, propriétaire d'une fabrique de conserves, chez qui Charles est occupé comme comptable, est venu, lui aussi, pour le raisonner.
Le lendemain, Charles reprend son travail et Henri fait une crise cardiaque. Charles, petit employé minable, se sent maintenant le plus fort. C'est qu'il a compris l'origine de la prospérité de son beau-frère depuis qu'il a découvert les lettres que Sylvie, une entremetteuse de haut luxe, avait envoyées à Henri pour lui réclamer 50 000 francs en paiement d'un « service » rendu. Car Henri s'était débarrassé de Bonduel, son associé malade, en l'attirant chez Sylvie où ses excès l'avaient perdu et conduit à la mort... Or Henri, lorsqu'il s'est rendu chez son beau-frère enfermé, a eu la preuve que celui-ci était au courant. Terrassé par sa crise et follement inquiet de ce qui pourrait arriver, il supplie Charles de porter la somme en question à Paris en échange du silence de Sylvie ; il lui propose même de sortir du coffre une somme à sa convenance. Charles exécutera la mission, mais ne touchera pas à l'argent : il n'en a plus besoin. Une obligation dérobée à Henri vient de sortir au tirage et lui rapporte 500 000 francs. Voilà pourquoi il s'était enfermé : il avait besoin de réfléchir...
Se sachant riche sans que personne s'en doute, Charles a retrouvé sa modeste place au bureau où tout est comme avant. Que Camille se marie, que Lulu se suicide, que Mauricette s'en aille, il savoure, quant à lui, la joie d'épier en silence son beau-frère pour le faire « crever de peur, à petit feu »...

## Aspects particuliers du roman
Récit qui ménage un double point de vue. Les jours pendant lesquels Charles reste enfermé dans son grenier, sont vécus avec la famille qui s’agite, sans comprendre. Dès que Charles reprend son travail, le point de vue glisse, et c’est lui que l’on suit dans le long cheminement de ses explications, de ses problèmes et de ses sentiments.
« Oncle » fait référence à la parenté collatérale qui compte plusieurs enfants, lesquels ne jouent cependant aucun rôle dans le roman.

## Fiche signalétique de l'ouvrage

### Cadre spatio-temporel

#### Espace
Rouen. Paris.

#### Temps
Époque contemporaine.

### Les personnages

#### Personnage principal
Charles Dupeux. Comptable, marié, quatre filles dont trois vivent sous le toit familial. 48 ans.

#### Autres personnages
- Laurence, épouse de Charles
- Lulu, Camille, Mauricette, les filles de Charles et Laurence
- Henri Dionnet, beau-frère de Charles, époux d’Élise, sœur de Laurence
- Paul, frère aîné de Laurence, de Céline et d'Élise
- Céline, sœur de Laurence et d'Élise, épouse de Bobinec
- Arthur, le deuxième frère de Laurence, de Céline et d'Élise,

## Éditions
- Édition originale : Gallimard, 1942
- Folio policier, n° 288, 2003  (ISBN 978-2-07-042767-3)
- Tout Simenon, tome 23, Omnibus, 2003  (ISBN 978-2-258-06108-8)
- Romans durs, tome 5, Omnibus, 2012  (ISBN 978-2-258-09359-1)
- Romans durs, tome 5, Omnibus, 2023  (ISBN 978-2-258-20262-7)

## Source
- Maurice Piron, Michel Lemoine, L'Univers de Simenon, guide des romans et nouvelles (1931-1972) de Georges Simenon, Presses de la Cité, 1983, p. 106-107  (ISBN 978-2-258-01152-6)